# Galleria Borghese
A Galleria Borghese é um museu em Roma, Itália, distinguido por sua coleção de pintura barroca italiana e escultura antiga.
Em suas 20 salas decoradas com afrescos, sua coleção compreende várias esculturas, pinturas, mosaicos e baixos-relevos de Gian Lorenzo Bernini, Caravaggio, Leonardo da Vinci, Raffaello, Rubens, Ticiano, entre outros.
O museu está instalado na Villa Borghese Pinciana, um palácio construído entre 1613 e 1616 para Scipione Borghese.
Em 1902, o Estado italiano adquiriu em definitivo o conjunto, assegurando o benefício público.

## Obras (seleção)
- Gian Lorenzo Bernini: O Rapto de Proserpina, Apolo e Dafne, A Verdade
- Leonardo da Vinci: Leda e o Cisne
- Antonio Canova: Venus Victrix

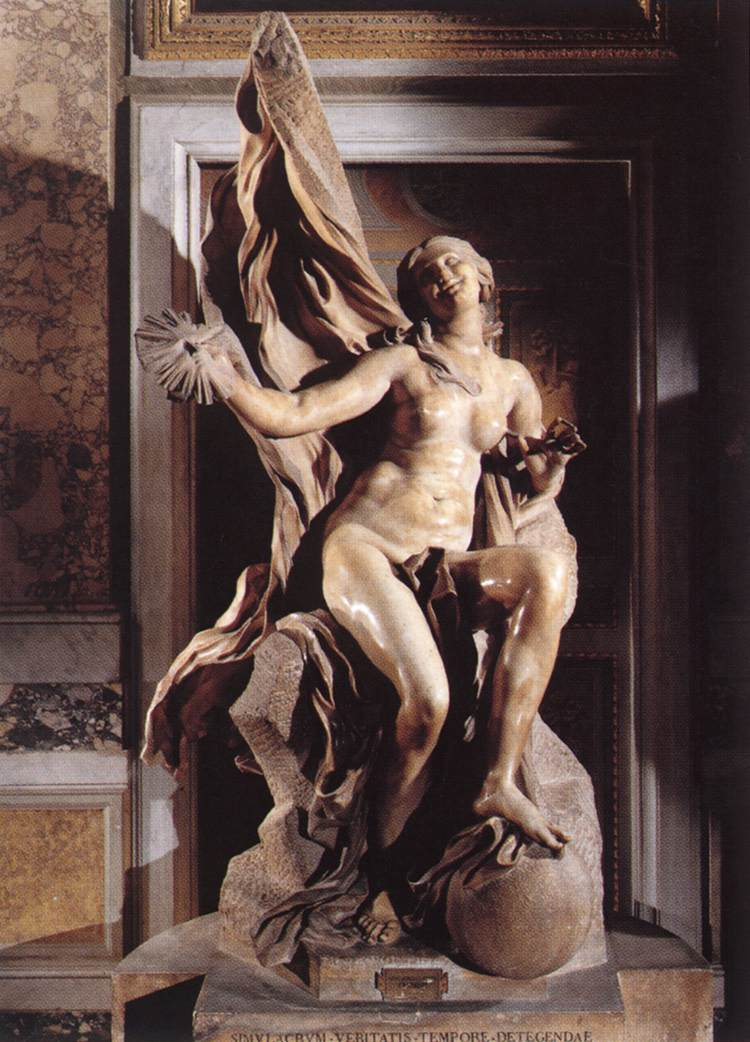
Gian Lorenzo Bernini, A Verdade, 1645.
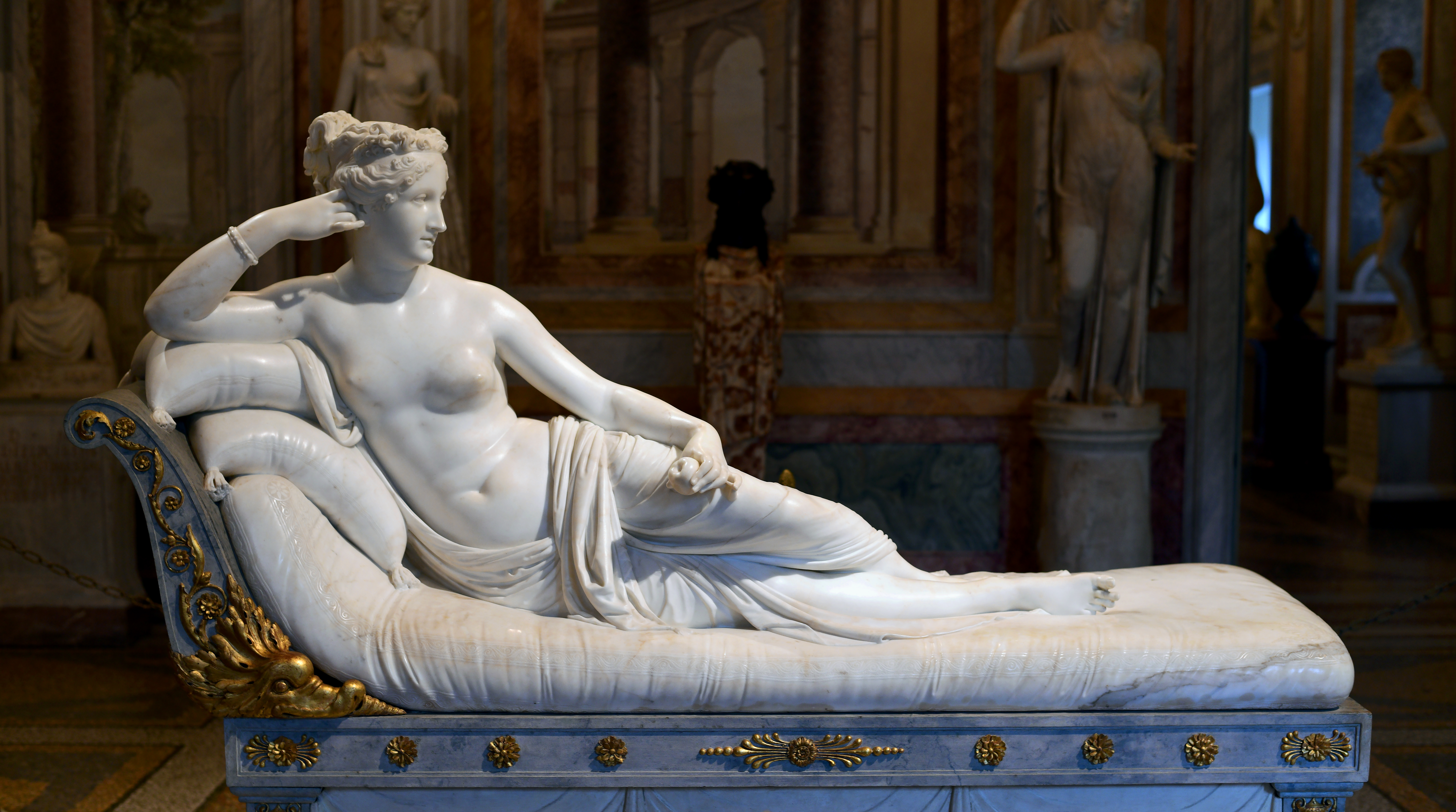
Antonio Canova, Venus Victrix ("Vênus Vencedora"), 1805-1808.